# Hodnostní koruna

Knížecí hodnostní koruna

Hodnostní koruna je označení užívané zejména v heraldické terminologii pro korunu indikující (šlechtickou) hodnost nositele (majitele erbu). Nejvyšší šlechta používala svoje jedinečné klenoty (tedy např. český král na svém erbu mohl používat jako hodnostní korunu Svatováclavskou korunu), další pak užívali generické hodnostní koruny totožné pro všechny stejné hodnosti.
Podobnou funkci také mohou mít hodnostní klobouky, zejména rámci církevní heraldiky, u znaků duchovních (může se tak označovat jistý typ pokrývek hlavy říšských šlechticů – kurfiřtský klobouk). Hodnost duchovního majitele určuje barva klobouku a počet střapců po stranách štítu. Kardinál má červený klobouk a patnáct střapců na každé straně štítu, arcibiskup má klobouk zelený a deset střapců, atd.

## Hodnostní koruny
Vládnoucí knížata a šlechtici, kteří podle pravidla priority byli podřízeni císařům a králům, nosili hodnostní korunu, jejíž tvar a podoba určovaly postavení nositele. Od 17. století existovaly tzv. hodnostní perly.

### Tiára
Tiára (z perštiny تاره tara, převzato do latiny jako 'tiara') je druhem koruny. Tiáru jako svou korunu měli papežové (posledním papežem, který veřejně nosil tiáru byl Pavel VI., posledním papežem, který ji měl ve znaku, byl sv. Jan Pavel II. +2005). Papež Benedikt XVI. dal do svého papežského znaku biskupskou mitru s třemi pruhy. Jako tiára byla také nazývána koruna etiopského císařství.

### Císařská koruna
Každá císařská koruna je vzhledově odlišná.
Nejstarší císařskou korunou je říšská koruna Svaté říše římské. Byli jí od roku 962 korunování císaři Svaté říše římské počínaje Otou I. Koruna se skládá z osmi desek nahoře zaoblených z nichž na 4 jsou emailové obrazy a na 4 jsou drahokamy. Koncem 12. století byl přidán na přední stranu kříž a koruna byla překlenuta jedním obloukem. Uvnitř je vyložena červeným sametem. V současné době je uložena ve vídeňské klenotnici.
Etiopská císařská koruna resp. tiára se vzhledem spíše podobá tiaře než jiným korunám a je svým vzhledem unikátní.
Rakouská císařská koruna (též Koruna Rudolfa II.) byla zhotovena roku 1602 za vlády císaře Rudolfa II. v pražské dvorské dílně rukama Jana Vermeyena, jednoho z nejvýznamnějších zlatníků své doby, který byl jen kvůli tomu povolán z Antverp. Koruna se skládá ze tří částí: z obruče, oblouku a mitry, čímž navazuje na typ mitrových korun, jež v sobě zahrnují biskupskou mitru. Také ve skladbě drahokamů je hluboká symbolika, neboť císař se zajímal o vliv a působení drahých kamenů. Od roku 1804, po likvidaci Svaté říše římské, vyjadřovala především císařskou hodnost rakouských panovníků z rodu habsbursko-lotrinského.
Ke skutečné korunovaci nebyla tato koruna nikdy použita.
Ruská imperátorská koruna nebo také Velká imperiální koruna byla vyrobena roku 1762 a poprvé byla použita při korunovaci carevny Kateřiny Veliké a naposledy po korunovaci cara Mikuláše II. roku 1896. Je téměř celá posázena brilianty (skoro 5000) a perlami a velkým červeným spinelem. Spolu s ní byla vyrobena menší vzhledem skoro stejná koruna pro korunovaci careven.
Brazilská císařská koruna známá také jako Koruna Doma Pedra II. byla vyrobena roku 1841 a byl jí korunován pouze Petr II. Brazilský. Koruna je svým vzhledem podobná jak některým císařským tak královským korunám, ale je neobvykle vyložena zeleným sametem namísto červeného. Dnes je uložena v Imperiálním Brazilském muzeu.
Koruna francouzského císařství
Mexická císařská koruna
Císařská koruna Indie
Koruna Pahlaví byla císařskou korunou Íránu od roku 1925, kdy ji nechal vytvořit Rezá Chán Pahlaví a vzhledem se podobá koruně Kiani předchozí vládnoucí perské dynastie.
Císařská koruna Německého císařství vychází vzhledem z koruny Svaté říše římské, ale má 4 oblouky a na vrcholu říšské jablko. Tato koruna existuje jen jako heraldický model, v reálné podobě neexistuje.

Některé císařské koruny
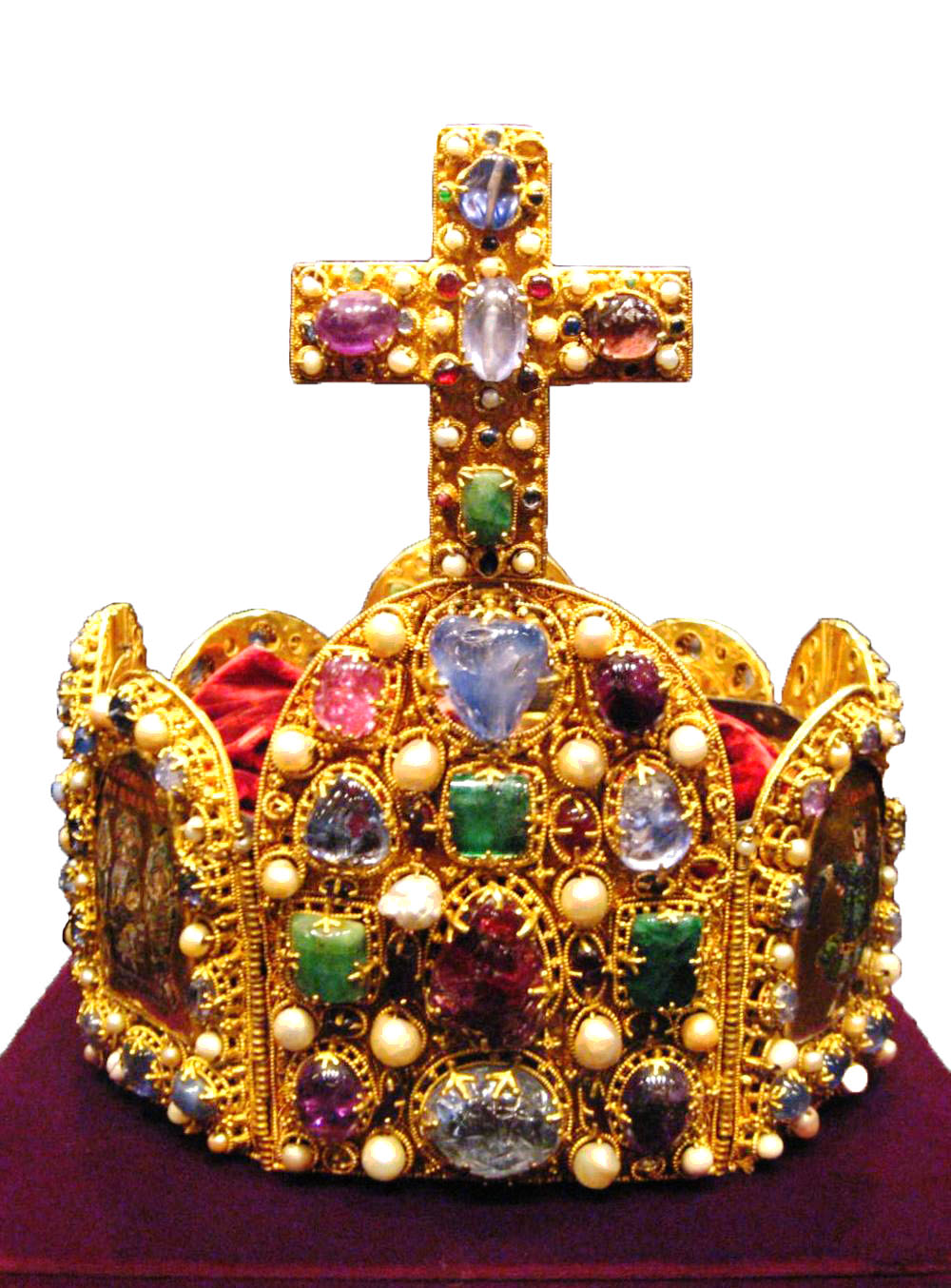
Říšská koruna Svaté říše římské
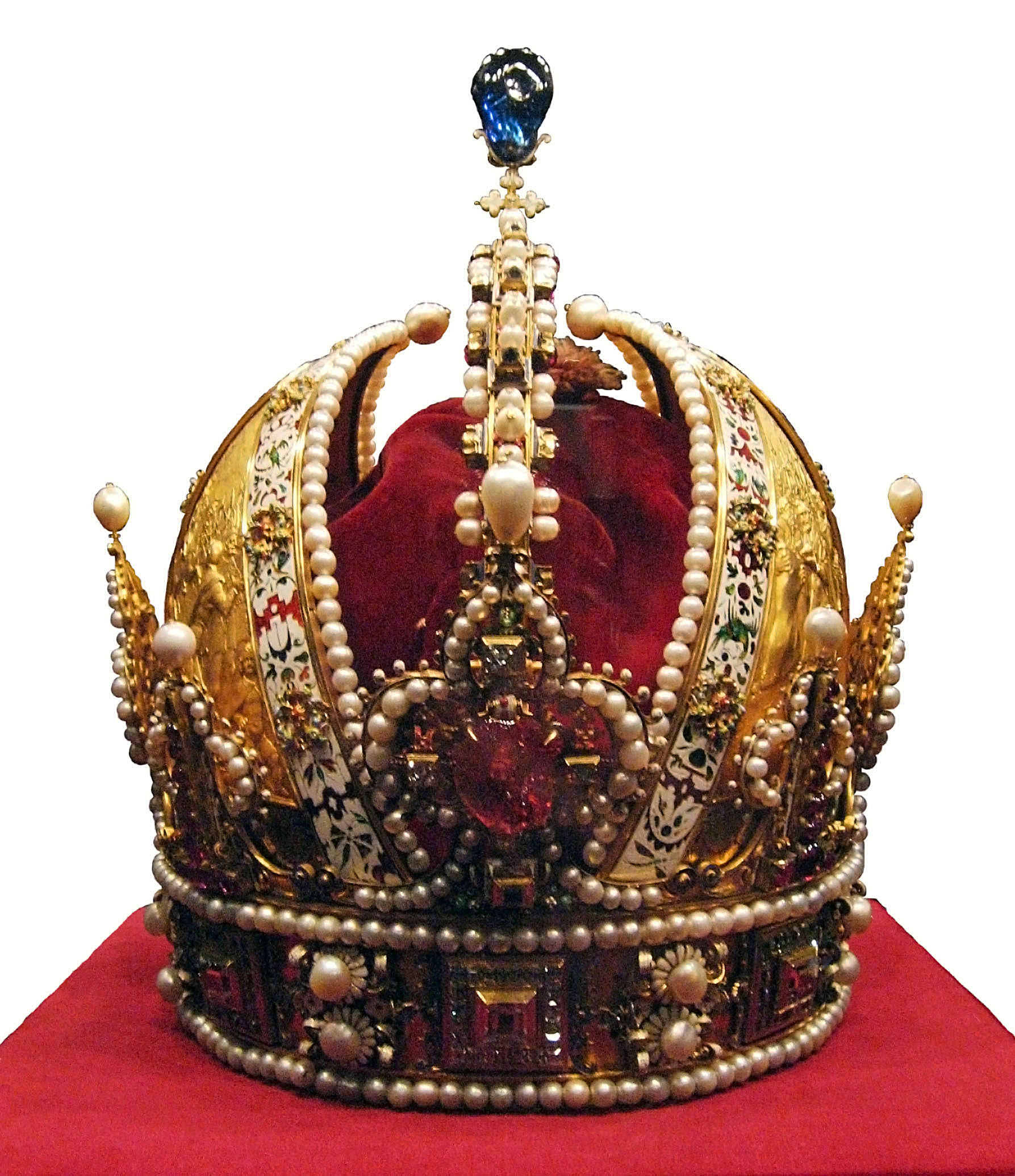
Rakouská císařská koruna
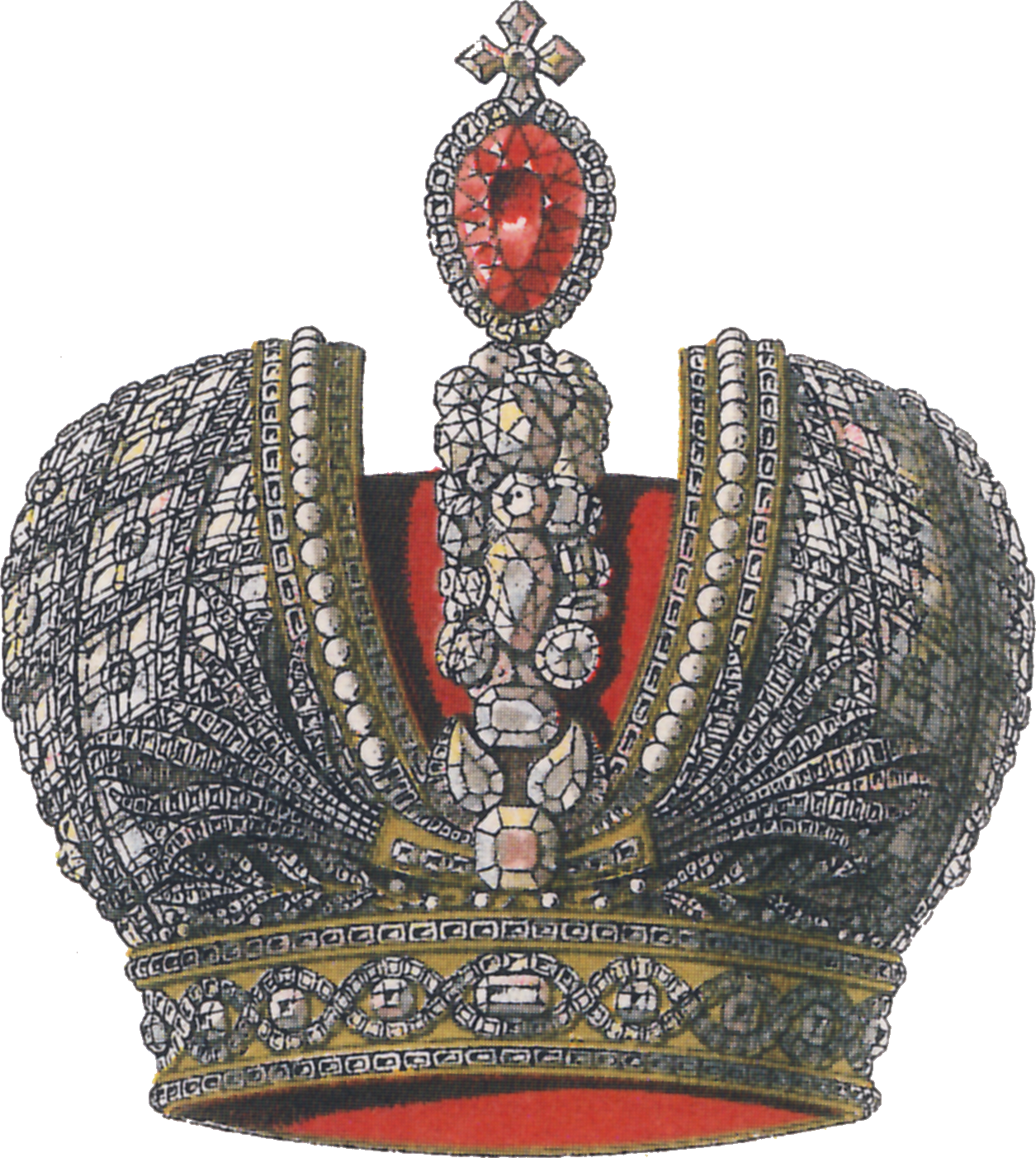
Ruská imperiátorská koruna
Francouzská císařská koruna
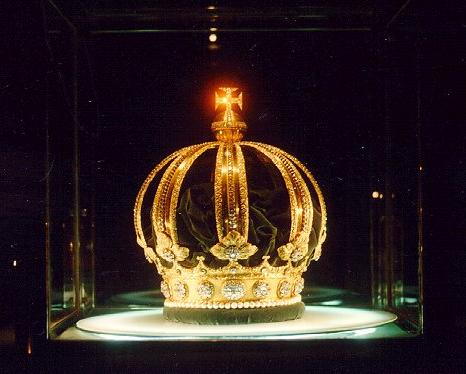
Brazilská císařská koruna
Heraldická koruna Německého císařství
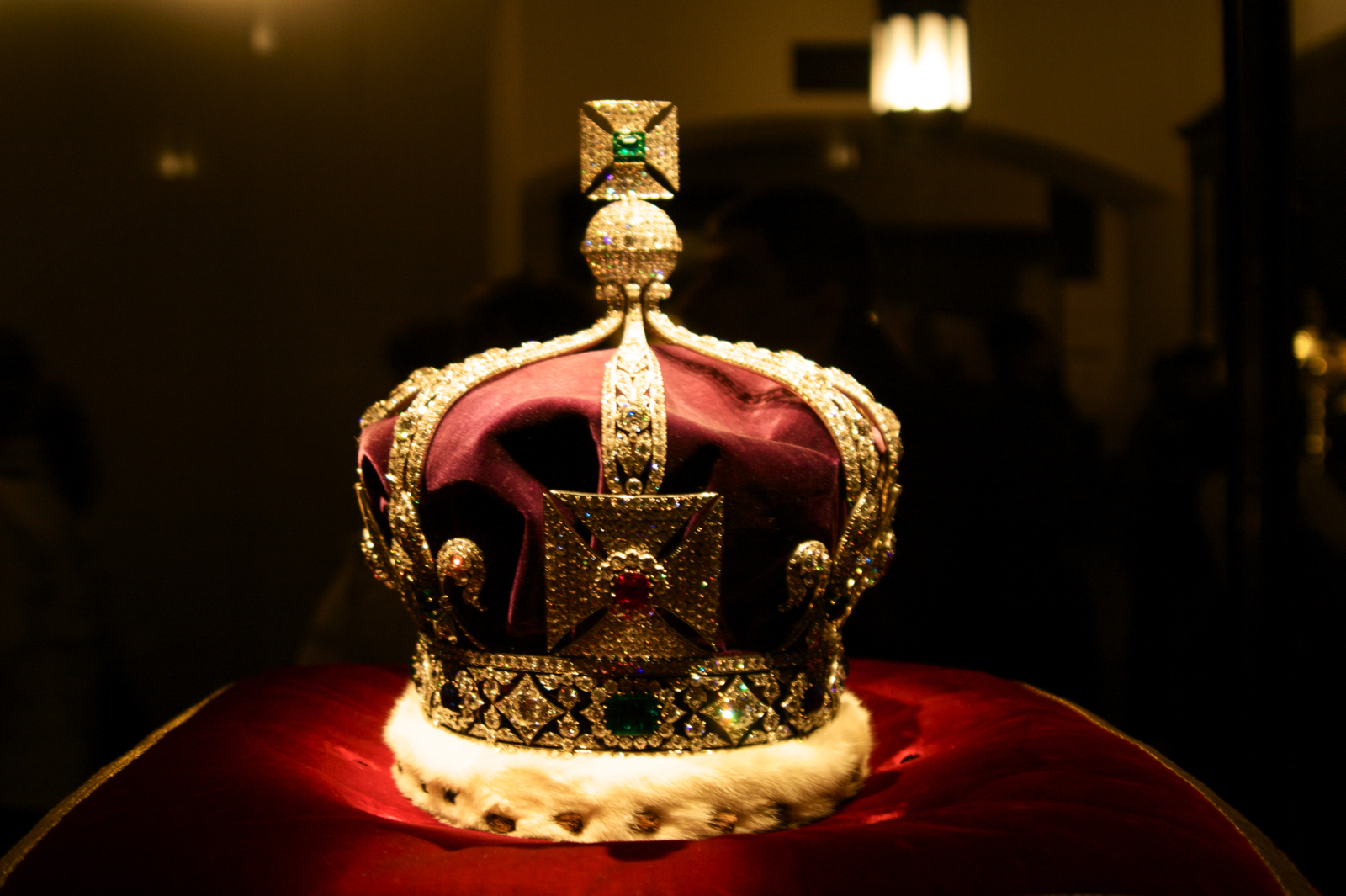
Britská koruna Indického císařství

### Knížecí koruna

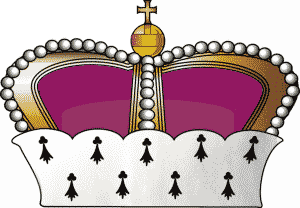
Knížecí koruna, používaná v Svaté říši římské

Knížecí koruna, používaná ve Svaté říši římské, Rusku, Polsku a Čechách sestávala ze zlaté obroučky, na níž byla hermelínová čapky s purpurovým dýnkem. Koruna měla čtyři zlaté půloblouky (tři viditelné) posázené perlami, na vrcholku se nacházelo říšské jablko.
Ve Španělsku a Francii byla knížecí koruna zlatá, s pěti viditelnými malinovými listy a čtyřmi viditelnými perlami.

### Hraběcí koruna

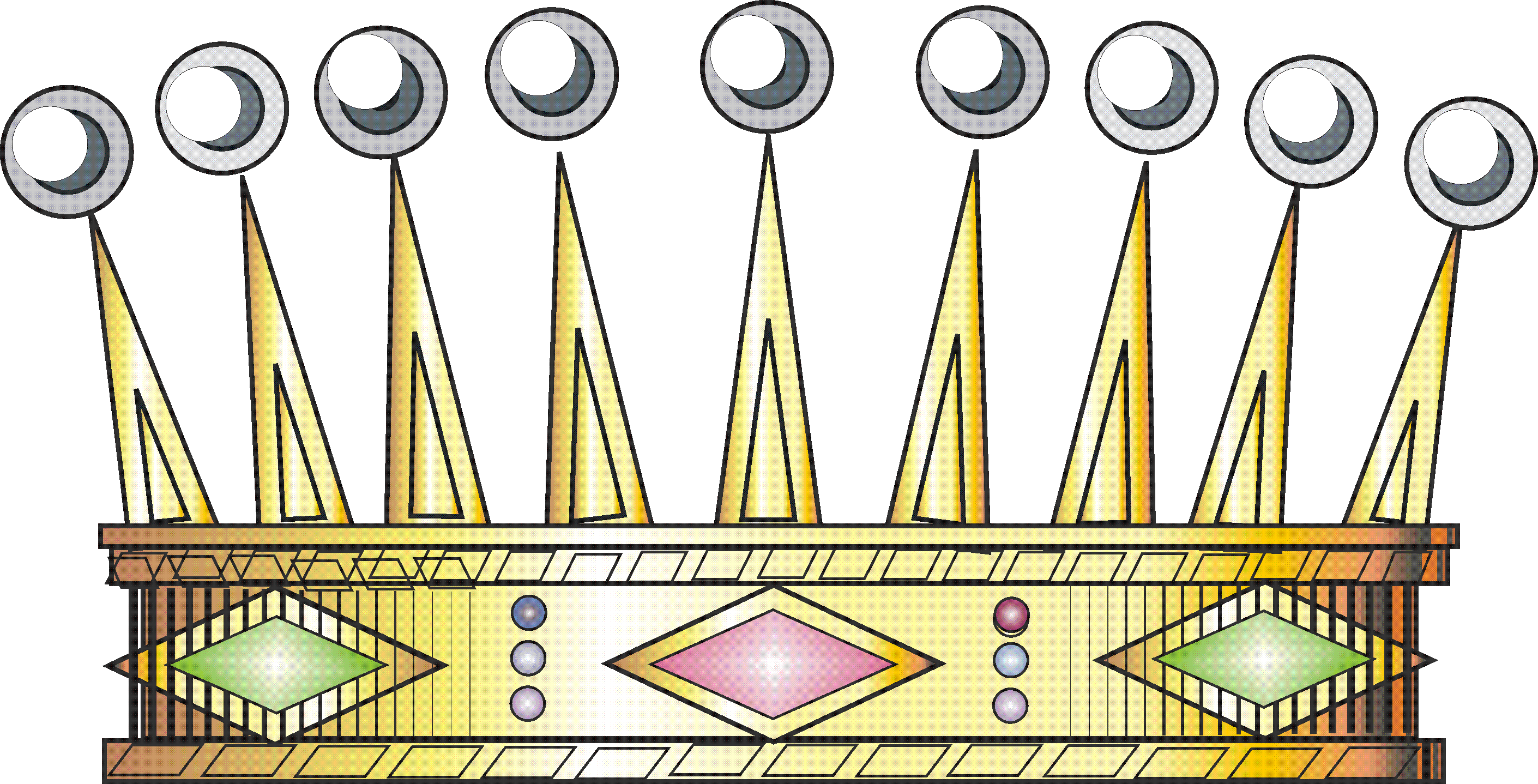
Hraběcí koruna

Hraběcí koruna se používá pouze v heraldice, kde slouží k označení hraběcí hodnosti nositele erbu, tj. nikdy reálně neexistovala a nenosila se na hlavě. Obecná hraběcí koruna sestává ze zlatého kruhu,ozdobeného drahokamy, z nějž vychází devět viditelných stopek s perlami. Některé staré rodiny používají jako hraběcí korunu zlatý kruh, z nějž vychází pět listů a čtyři perly. V Británii má hrabě korunu se čtyřmi viditelnými listy a mezi nimi čtyři perly na stopkách, a s červeným dýnkem.

### Koruna svobodných pánů

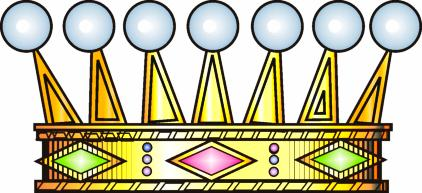
Koruna svobodného pána

Koruna svobodného pána se používá pouze v heraldice, kde slouží k označení hodnosti nositele erbu, tj. nikdy reálně neexistovala a nenosila se na hlavě. Obecná koruna svobodného pána sestává ze zlatého kruhu,ozdobeného drahokamy, z nějž vychází sedm viditelných stopek s perlami. Ve Francii se používala koruna v podobě zlatého kruhu, který byl obtočen šňůrou drobných perel. Ve Španělsku, Itálii a Portugalsku se používala koruna podobná francouzské, ale byly přidány čtyři velké perly, v Británii má baron čtyři velké perly a červené dýnko.

### Šlechtická koruna nebo Rytířská koruna
(5 perel)